# 山本わかめ
山本 わかめ（やまもと わかめ、1990年 - ）は、日本の元AV監督。ソフト・オン・デマンド所属。

## 略歴
- 2014年、立命館大学卒業後、ソフト・オン・デマンドに入社。入社1年目でAV監督デビュー[2][3]。
- 2015年、AV OPEN 2015 に、監督作品『SOD女性監督・山本わかめ式「射精コントロール」〜勃起した男子は‘射精の快楽’を味わうためなら、女子の言いなりになってしまうのか？〜』が、SOD エントリー作品に選ばれた[3][4]。
- 2016年、AV OPEN 2016 に、野本義明との共同監督作品『飛鳥りん AV debut タイム風俗学ハンター』をエントリー。
- 2017年1月、ソフト・オン・デマンドを退社。

## 人物
- 京都府出身[3]。
- 大学で心理学を専攻していた[3][4]。
- 監督作品は、男性を襲うような内容のものが多い[3][4]。

## 監督作品
- 素人男子をトイレで逆レイプ･･･したら逆に感謝されちゃいました！（アマチュアインディーズ、2014年8月21日）- 大槻ひびき、橘ひなた
- 3日間オナ禁させた素人男子を朝まで焦らして悶えさせ、そのイキガマン顔をじっくり撮影しちゃいました（アマチュアインディーズ、2014年9月25日）- あゆみ翼、有本紗世
- 応募してきた素人男子の中からオナニーの快感しか知らないウブな童貞くんを選定し、わたし好みのM男に調教しちゃいました！　保坂えり（アマチュアインディーズ、2014年10月23日）
- 自称S男の素人男子がアナルを弄られながら射精してしまう恥ずかしい姿が見たい！　桜咲ひな（アマチュアインディーズ、2014年11月20日）
- 素人男子射精いじめ 浜崎真緒が素人男子のギン勃ちチ○コを手コキで！フェラで!!膣内で!? スレンダーEカップのスペシャル BODY を全て使って金玉が空っぽになるまでイカせまくりました。 浜崎真緒（アマチュアインディーズ、2014年12月20日）
- 桜井あゆとMaikaが素人男子に男の潮吹き初挑戦！（アマチュアインディーズ、2015年1月22日）
- 河西あみと夏目優希が痴漢願望を持つ素人男性に理想の痴漢プレイを楽しんでもらっている最中に‘世直しレイプ’...のはずが一転!! 山本わかめ体当たり企画！「素人異常性欲男性のやばすぎるHなお悩み、わたしが解決いたします！」（アマチュアインディーズ、2015年5月21日）
- SOD女性監督・山本わかめ式「射精コントロール」〜勃起した男子は‘射精の快楽’を味わうためなら、女子の言いなりになってしまうのか？〜（SODクリエイト、2015年9月1日）- 波多野結衣、上原亜衣、春原未来、市川まさみ
- 飛鳥りん AV debut タイム風俗学ハンター（SODクリエイト、2016年9月1日）

## 出演番組
テレビ
- ダラケ! ～お金を払ってでも見たいクイズ～　シーズン8 第1回「女性AV監督」ダラケ（BSスカパー!、2016年7月14日）